# Mosley Music Group
Mosley Music Group je producentska kuća koju je 2006. godine osnovao američki producent Tim "Timbaland" Mosley. MMG se udružio s producentskim kućama Interscope Records i Warner Bros. Records u SAD-u i Festival Mushroom Records u Australaziji.

## Povijest
Kuća je nastala nakon bivše Timbalandove producentske kuće Beat Club Records koja je propala. Prvi izdani album MMG-a bio je Loose od Nelly Furtado koji je skočio na prvo mjesto ljestvica u SAD-u s hitovima "Promiscuous", "Maneater", "Say It Right", "All Good Things (Come to an End)" i "Do It". Većinu albuma producirali su Timbaland i Nate "Danja" Hills, te su oni sudjelovali u produciranju drugog albuma Justina Timberlakea, FutureSex/LoveSounds, čije su pjesme "SexyBack", "My Love" i "What Goes Around.../...Comes Around" dospjele na prvo mjesto ljestvice hit skladbi. Treće izdanje MMG-a bio je prvi album rock benda OneRepublic, Dreaming Out Loud, s kojega je pjesma "Apologize" s Timbalandom dostigla na drugo mjesto ljestvice Billboard Hot 100. U veljači 2008. godine SoundScan je izvjestio da je "Apologize" jedna od dvije pjesme u povijesti koje su uspjele biti prodane u 3 milijuna primjereka. Zadnje izdanje MMG-a je Native, treći samostalni album OneRepublica.

## Osnivači
Timbaland, Nelly Furtado, Keri Hilson, Chris Cornell, Billy Blue, SoShy, Stevie Brock, Jim Beanz, Soul Diggaz, D.O.E., OneRepublic, Sebastian, Rouge, Izza Kizza, Omarion, Petey Pablo, Money, Nisan Stewart, Magoo,  J-D'Amore i Cronic Lataus.

## Članovi
Aaliyah, Missy Elliott, Justin Timberlake, Madonna, New Kids On The Block, Mika, Jennifer Hudson, Danja, Ginuwine, The Clutch, Attitude, M. Pokora, Esmée Denters, 50 Cent, Nicole Scherzinger, Pussycat Dolls, Ashley Tisdale, Dima Bilan, Beyoncé Knowles, Hannon Lane, The Royal Court i Jay Z.

## Izdani albumi
- 2006: Nelly Furtado − Loose
- 2007: Timbaland − Shock Value
- 2007: OneRepublic − Dreaming Out Loud
- 2009: Chris Cornell − Scream
- 2009: Keri Hilson − In a Perfect World...
- 2009: OneRepublic − Waking Up
- 2009: Timbaland − Shock Value II
- 2010: Keri Hilson − No Boys Allowed
- 2012: Nelly Furtado - The Spirit Indestructible
- 2013: OneRepublic − Native

## Izdani albumi s drugim producentskim kućama
- 2006: Justin Timberlake − FutureSex/LoveSounds (s producentskom kućom Jive Records)
- 2008: Ashlee Simpson − Bittersweet World (s producentskom kućom Geffen Records)
- 2008: Madonna − Hard Candy (s producentskom kućom Warner Bros. Records)
- 2008: M. Pokora − MP3 (s producentskom kućom EMI France)
- 2008: Pussycat Dolls − Doll Domination (s producentskim kućama A&M, Interscope i Polydor)

## Vanjske poveznice
- Službena stranica  Arhivirana inačica izvorne stranice od 2. srpnja 2010. (Wayback Machine)